# Ељвис Реџбечај
Ељвис Реџбечај (алб. Elvis Rexhbeçaj; Ђонај, 1. новембар 1997) албански је фудбалер са Косова и Метохије који тренутно наступа за Аугзбург. Игра на позицији везног играча.
Са породицом се као двогодишњак из Ђонаја код Призрена преселио у Немачку.